# Premis Cóndor de Plata 2014
La 62a edició dels Premis Cóndor de Plata 2014, concedits per l'Asociación de Cronistas Cinematográficos de la Argentina, va tenir lloc l'11 d’agost de 2014 al Teatro Avenida de Buenos Aires, on es va reconèixer a les millors pel·lícules argentines estrenades durant l'any 2013. Fou retransmesa en diferit per Televisión Pública Argentina.
Les nominacions van ser anunciades en la 10a trobada Pantalla Pinamar el març de 2014 a la seu de l’Asociación de Cronistas.

## Guanyadors i nominats
En el següent quadre es mostren les diferents pel·lícules que van rebre alguna nominació, així com la quantitat de guardons obtinguts.
| Pel·lícula                           | Nominacions | Premis |
| ------------------------------------ | ----------- | ------ |
| Wakolda                              | 14          | 7      |
| Tesis sobre un homicidio             | 10          | 0      |
| La Reconstrucción                    | 9           | 2      |
| Corazón de León                      | 8           | 0      |
| Metegol (pel·lícula)                 | 8           | 2      |
| Vino para robar                      | 7           | 0      |
| Puerta de Hierro, el exilio de Perón | 4           | 3      |
| De martes a martes                   | 3           | 1      |
| La vida anterior                     | 3           | 1      |
| Por un tiempo                        | 1           | 1      |
| ¿Quién mató a Mariano Ferreyra?      | 2           | 0      |
| Samurai                              | 1           | 0      |
| Un paraíso para los malditos         | 1           | 0      |
| Villegas                             | 1           | 0      |

## Premis
| Millor pel·lícula | Millor director |
| --- | --- |
| - Wakolda – Lucía Puenzo - Corazón de León – Marcos Carnevale - La reconstrucción – Juan Taratuto - Metegol – Juan José Campanella - Tesis sobre un homicidio – Hernán Goldfrid | - Lucía Puenzo – Wakolda - Hernán Goldfrid – Tesis sobre un homicidio - Juan Taratuto – La reconstrucción - Juan José Campanella – Metegol - Marcos Carnevale – Corazón de León                                                                                                   |
| Millor actor | Millor actriu |
| - Diego Peretti – La reconstrucción - Alex Brendemühl – Wakolda - Guillermo Francella – Corazón de León - Jorge Marrale – Bomba - Ricardo Darín – Tesis sobre un homicidio | - Natalia Oreiro – Wakolda - Ana María Picchio – Cuando yo te vuelva a ver - Claudia Fontán – La reconstrucción - Julieta Díaz – Corazón de León - Martina Juncadella – Habi, la extranjera - Valeria Bertuccelli – Vino para robar                                               |
| Millor actor de repartiment | Millor actriu de repartiment |
| - Guillermo Pfening – Wakolda - Alejandro Urdapilleta – Un paraíso para los malditos - Fito Yanelli – Puerta de Hierro, el exilio de Perón - Mario Alarcón – Vino para robar - Sergio Boris – Hermanos de sangre                                                                         | - Victoria Carreras – Puerta de Hierro, el exilio de Perón - Elena Roger – Wakolda - Jorgelina Aruzzi – Corazón de León - Maricel Álvarez – Un paraíso para los malditos - Verónica Llinás – Antes                                                                                |
| Millor Revelació masculina | Millor Revelació femenina |
| - Diego Vegezzi – María y el Araña - Pablo Pinto – De martes a martes - Alan Daicz – Bomba - Hugo Varela – Romper el huevo - Nicolás Francella – Corazón de León | - Florencia Bado – Wakolda - Mora Arenillas – Por un tiempo - Nadia Ayelén Giménez – La Guayaba - Carla Quevedo – Abril en Nueva York - Calu Rivero – Tesis sobre un homicidio - Florencia Salas – María y el Araña                                                               |
| Millor guió original | Millor guió adaptat |
| - La reconstrucción – Juan Taratuto - Corazón de León – Marcos Carnevale - De martes a martes – Gustavo Fernández Triviño - La chica del sur – José Luis García - Vino para robar – Adrián Garelik                                                                                       | - Wakolda – Lucía Puenzo - La vida anterior – Ariel Broitman - Metegol – Juan José Campanella, Eduardo Sacheri, Axel Kuschevatzky i Gastón Gorali - ¿Quién mató a Mariano Ferreyra? – Julián Morcillo, Alejandro Rath i Alberto Romero - Tesis sobre un homicidio – Patricio Vega |
| Millor pel·lícula documental | Millor opera prima |
| - Mercedes Sosa, la voz de Latinoamérica – Rodrigo Vila - Cracks de nácar – Edgardo Dieleke i Daniel Casabé - El gran simulador – Néstor Frenkel - La chica del sur – José Luis García - NK – Israel Adrián Caetano - ¿Quién mató a Mariano Ferreyra? – Julián Morcillo i Alejandro Rath | - Por un tiempo – Gustavo Garzón - Caito – Guillermo Pfening - De martes a martes – Gustavo Fernández Triviño - Nosilatiaj, la belleza – Daniela Seggiaro - Villegas – Gonzalo Tobal                                                                                              |
| Millor Fotografia | Millor Muntatge |
| - Wakolda – Nicolás Puenzo - La reconstrucción – Nico Hardy - Metegol – Félix Monti - Samurai – Jorge Crespo - Tesis sobre un homicidio – Rodrigo Pulpeiro | - Metegol – Juan José Campanella - Corazón de León – Ariel Frajnd - La reconstrucción – Pablo Barbieri - Tesis sobre un homicidio – Pablo Barbieri - Vino para robar – Francisco Freixá - Wakolda – Hugo Primero                                                                  |
| Millor direcció artística | Millor vestuari |
| - Puerta de Hierro, el exilio de Perón – Adriana Maestri - La reconstrucción – Marlene Lievendag - Metegol – Nelsón Noel Luty i Mariano Epelbaum - Tesis sobre un homicidio – Mariela Rípodas - Vino para robar – Juan Cavia i Walter Cornás - Wakolda – Marcelo Chaves                  | - Puerta de Hierro, el exilio de Perón – Marcela Villariño - Samurai – Laura Donari i Violeta Gauvry - Tesis sobre un homicidio – Julio Suárez - Vino para robar – Mónica Toschi - Wakolda – Beatriz Di Benedetto                                                                 |
| Millor So | Millor Música Original |
| - Metegol – José Luis Díaz - La reconstrucción – Catriel Vildosola - La vida anterior – Pablo Sala - Tesis sobre un homicidio – Diego Garrido, Jesica Suárez i Juan Ferro - Wakolda – Fernando Soldevila                                                                                 | - La vida anterior – Pablo Sala - Metegol – Emilio Kauderer - Villegas – Nacho Rodríguez - Vino para robar – Eskenazi Darío - Wakolda – Daniel Tarrab i Goldstein Andrés |
| Cóndor de Plata a la Millor pel·lícula Iberoamericana | Millor pel·lícula en llengua estrangera |
| - Tabu – Miguel Gomes - Esclavo de Dios – Joel Novoa Schneider - La chispa de la vida – Álex de la Iglesia - Las brujas de Zugarramurdi – Álex de la Iglesia - Una pistola a cada mà – Cesc Gay                                                                                          | - Blue Jasmine – Woody Allen - Amour – Michael Haneke - Abans del capvespre – Richard Linklater - Gravity – Alfonso Cuarón - Jagten – Thomas Vinterberg |
| Millor Curtmetratge | Premios Honoríficos |
| - María – Mónica Lairana - En carne viva – Federico Esquerro - Espacio personal – Natural Arpajou - Historia del niño que ríe – Ana Liz Godoy - Padre – Santiago Bou Grasso i Patricio Plaza                                                                                             | - Susana Giménez - Sergio Renán - Adolfo Aristarain - Cipe Lincovsky - Mercedes Carreras |

## In Memoriam
Gabriela Rádice va retre homenatge als artistes morts en el darrer any: 
- María Elena Sagrera
- Claudio Quinteros
- Gabriel Molinelli
- Isabel Salomón
- Aldo Barbero
- Julia von Grolman
- Rolando Dumas
- Juan Carlos Calabró
- Juan Manuel Tenuta
- María de la Fuente
- Leonor Onis
- Alejandro Urdapilleta
- Nya Quesada
- Nelly Omar
- Tito Hurovich
- José Sulaimán
- Fabio Manes
- Jorge Polaco
- Carlos Páez Vilaró
- Myrna Mores
- Carlos Moreno
- Marta Monjardín
- Alfredo Alcón
- Ismael Viñas
- Enrique Alonso
- Ricardo Bauleo
- Norma Pons
- Virginia Luque
- Osvaldo Víctor Stagnaro
- Alejandra Da Passano
- Jorge Morales
- Alfredo Di Stefano
- Sombra Rius
- Leopoldo Verona
- Vilma Ferrán
- Arturo Goetz
- Hermana Bernarda
- Jorge Jacobson
- Manuel Martínez Carril